# Fraport
Fraport AG — німецька компанія, яка володіє і управляє міжнародним аеропортом «Франкфурт» з пасажиропотоком 48,5 млн осіб. Також управляє аеропортами Франкфурт-Ган, Ганновер та Саарбрюккен (Німеччина), Ліма (Перу), міжнародним аеропортом «Анталія» (Туреччина), міжнародним аеропортом «Пулково» (Санкт-Петербург) і терміналом в аеропорту Брисбен (Австралія).
У 2002–2003 роках Fraport спонсорував футбольний клуб «Айнтрахт». Починаючи з 2009 року, компанія має більше ніж 20,000 співробітників, 17,500 яких базуються у Франкфурті. Компанія має статків на € 2 000 000 000, і числиться як і на Xetra так і на Франкфуртській фондовій біржі.